# Moiret Ödön
Moiret Ödön, németesen Edmund Moiret (Budapest, 1883. március 2. – Bécs, 1966. december 12.) magyar szobrászművész,  építész, éremművész, grafikus, művésztanár, a gödöllői művésztelep tagja.

## Életpályája
1902-ig a bécsi akadémián tanult szobrászatot, majd 1905-ig Brüsszelben az akadémián  folytatta tanulmányait. 1906-ban megjelent az Országos Magyar Képzőművészeti Társulat (OMKT) kiállításán. Ebben az évben Bécsben tanult, de részt vett a gödöllői művésztelep életében is és ott volt a KÉVE művészcsoport alapítói között. Erdélyben és Olaszországban járt tanulmányúton. Bécsben Edmund von Hellmer mesteriskolájában tanult. 1910-ben visszatért Budapestre Bécsből és Ráth-díjat kapott az 1909 – 1910-es  képzőművészeti társulati kiállításon bemutatott műveiért. 1911-ben megkapta a Ferenc József koronázási díjat. Ugyanebben az évben a Budapesti Műegyetem szobrász tanszakának vezetője lett és Mihály Rezsővel együtt nagy anyaggal vett részt a KÉVE művészegyesület III. kiállításán. 1914-ben részt vett a Céhbeliek I., majd 1916-ban a II. kiállításán. Ugyan Bécsbe költözött 1920-ban, de 1923-ban Budapesten több helyütt, így pl. az Ernst Múzeumban és a Nemzeti Szalonban volt gyűjteményes kiállítása. 1926-ban egy tervével szerepelt a bécsi városrendezési kiállításon.

## Műveiből

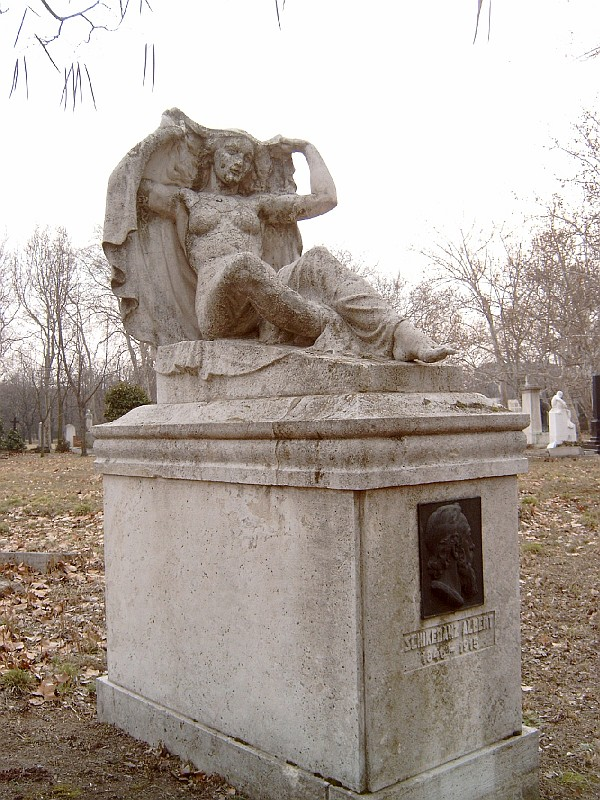
Schickedanz Albert síremléke a Kerepesi temetőben

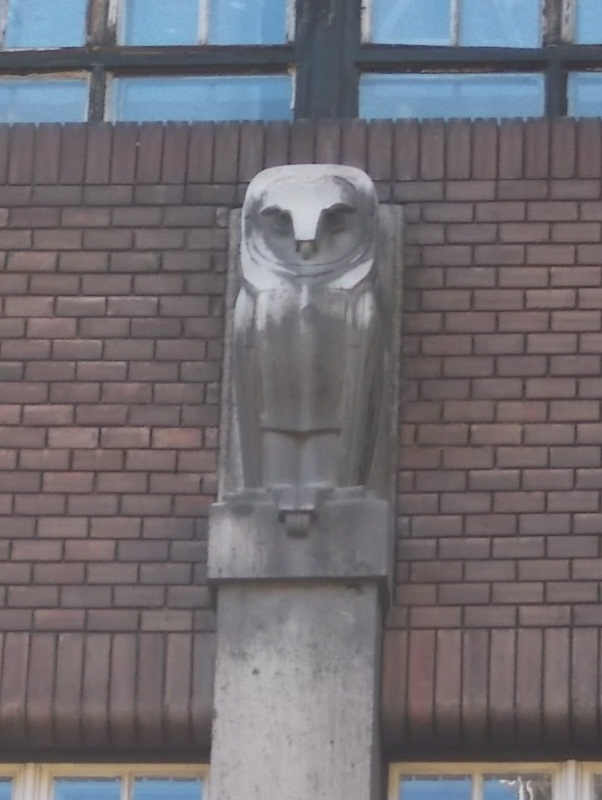
Kőbagolya a Vas utcai iskolán

- 1909 k.: Mária Magdolna, Magyar Nemzeti Galéria, Budapest
- 1910: Kőbaglyok (a Lajta Béla által tervezett Budapest, VIII. Vas u. 9 – 11. sz. alatti iskolaépületen)[2]
- 1911 előtt: Női képmás, Magyar Nemzeti Galéria, Budapest
- 1912: Szent György lovag, Magyar Nemzeti Galéria, Budapest
- 1912: Virágos Budapest, Magyar Nemzeti Galéria, Budapest
- 1912: Léda, Magyar Nemzeti Galéria, Budapest
- 1913: Erzsébet királyné budapesti emlékműve terve (Menyhért Miklóssal)[3]
- 1916: első világháborús hősi emlékmű terve[4]
- 1938: Első világháborús emlékmű, Kötegyán (felavatva 1941-ben)[5]
- Az élet misztériuma[6]
- Eszmélés Magyar Nemzeti Galéria, Budapest
- Schickedanz Albert síremléke a Kerepesi temetőben
- Semmelweis Ignác emléktáblája
- Körösfői-Kriesch Aladár síremléke, Gödöllő (Farkasrét - a második világháborúban megsemmisült)
- a Magyar Nemzeti Bank[7] budapesti székháza néhány szimbolikus reliefje[8]
- a Hitelbank erkélyszobrai.